# 西莫尼斯站 (布鲁塞尔地铁)
西莫尼斯站是布鲁塞尔地铁2号线和6号线的车站，是地铁2号线的终点站，位于比利时布鲁塞尔首都大区库克尔贝赫。该站与伊丽莎白站位于同一地铁站内，伊丽莎白站位于负二层，该站位于负一层。
此外，该站与同名火车站组成了一个综合交通枢纽，将火车、地铁、有轨电车和公共汽车四者结合。

## 名称
该站位于以比利时雕塑家路易-欧仁·西莫尼斯命名的欧仁·西莫尼斯广场下方，因而得名。

## 历史
1982年10月6日，该站与奥瑟海姆站、瓦屋站、比利时站和博克斯塔尔站一同启用，将地铁1A号线西北支线从贝坎特站延伸至博克斯塔尔站。
1988年10月2日，地铁2号线开通，地铁站负二层随之一同启用。
随着2009年地铁网络的改动以及从德拉克鲁瓦站到西站站路线的开通，原西莫尼斯站的两层被重新命名：
- 负一层：西莫尼斯（利奥波德二世）站（Simonis (Leopold II)）
- 负二层：西莫尼斯（伊丽莎白）站（Simonis (Elisabeth)）

很快，两个新站名就被证明效率低下，且会让旅行者感到困惑。2013年11月5日，两个车站再次更名，此次被更改为两个完全不同的名称：
- 负一层：西莫尼斯站（Simonis）
- 负二层：伊丽莎白站（Elisabeth）